# Dosyteusz (Protopopow)
Dosyteusz, imię świeckie Dmitrij Aleksiejewicz Protopopow (ur. 4 października?/16 października 1866 w Molczinie, zm. 12 marca 1942 w Saratowie) – rosyjski biskup prawosławny.

## Życiorys
Był synem kapłana prawosławnego. W 1891 ukończył studia w Moskiewskiej Akademii Duchownej jako kandydat nauk teologicznych. W 1891 został zatrudniony jako katecheta żeńskiej szkoły w Smoleńsku. W 1894 został wyświęcony na kapłana. Od 1894 do 1904 był katechetą początkowo w gimnazjum męskim, a następnie w gimnazjum żeńskim w Jegorjewsku. W 1904 złożył wieczyste śluby mnisze. Służył w domu biskupim w Riazaniu, następnie od października 1904 do marca 1905 był nadzorcą szkoły duchownej w Ranienburgu, po czym przez rok – inspektorem seminarium duchownego w Nowogrodzie. W 1906 otrzymał godność archimandryty. Od 1906 do 1909 był rektorem seminarium duchownego w Smoleńsku.
18 stycznia 1909 został wyświęcony na biskupa wolskiego, wikariusza eparchii saratowskiej. W 1917 objął katedrę saratowską, wybrany na nowego ordynariusza eparchii przez zjazd duchowieństwa i świeckich eparchii. Uczestniczył w Soborze Lokalnym Rosyjskiego Kościoła Prawosławnego w latach 1917–1918.
W kwietniu 1922 aresztowany z powodu niechęci wobec Żywej Cerkwi. W 1923 zesłany na pięć lat na Syberię, następnie w 1927 – na kolejne trzy lata. W 1927 został z tego powodu formalnie przeniesiony w stan spoczynku. W ostatnich latach życia wrócił do Saratowa; żył w zupełnej nędzy. Został pochowany na cmentarzu miejskim w Saratowie.